# 真実への進撃
『真実への進撃』（しんじつへのしんげき）は、Linked Horizonの4枚目のシングル。2019年6月19日にポニーキャニオンから発売された。

## 概要
前作「楽園への進撃」から約1年ぶりとなるシングル。収録曲の「憧憬と屍の道」はテレビアニメ『進撃の巨人Season3 Part.2』のオープニングテーマに起用されている。
店舗別購入特典はデカジャケットの他、レイヤードジャケットとしてエレンver.、ミカサ ver.、アルミン ver.、エルヴィン ver.の4種類があった。

## 収録曲

### CD
1. 憧憬と屍の道 (4:36)
2. 13の冬 (5:29)

## 参加アーティスト
- Revo - 全作詞・作曲・編曲、ボーカル
- 石川由依 - ボーカル
- すずかけ児童合唱団 (合唱指揮：伊東えり) - ボーカル
- サッシャ - ナレーション
- YUKI - ギター
- 長谷川淳 - ベース
- 五十嵐宏治 - キーボード
- 淳士 - ドラム
- 三沢またろう - パーカッション
- 朝川朋之 - ハープ
- 弦一徹 - ストリングス
- 高桑英世 - 木管アンサンブル
- 鈴木正則 - ブラスセクション
- 内藤貴司 - ホルンセクション
- Ensemble音の葉 / Voces Tokyo (合唱指揮：木場義則)